# Першин, Иван Васильевич
Ива́н Васи́льевич Пе́ршин (25 января 1980, Архангельск) — российский дзюдоист, выступал за сборную России во второй половине 2000-х годов. Участник летних Олимпийских игр в Пекине, бронзовый призёр чемпионата мира, чемпион Европы, победитель многих турниров всероссийского и международного значения. На соревнованиях представлял Челябинскую область, Заслуженный мастер спорта России.

## Биография
Иван Першин родился 25 января 1980 года в посёлке Шалакуша Няндомского района Архангельской области. Активно заниматься дзюдо начал в возрасте одиннадцати лет, с пятнадцати лет проходил подготовку в училище олимпийского резерва в Брянске, затем в 2000 году переехал на постоянное жительство в Челябинск. Тренер — Вячеслав Шишкин.
На юниорском и молодёжном уровне выигрывал медали с 1998 года, в 2005 году впервые выиграл чемпионат России по дзюдо среди взрослых. Первого серьёзного успеха на взрослом международном уровне добился в 2006 году, когда попал в основной состав российской национальной сборной и побывал на чемпионате Европы в финском Тампере, где победил всех своих соперников в весовой категории до 90 кг и завоевал тем самым золотую медаль. Год спустя занял седьмое место на чемпионате Европы в Белграде и выиграл бронзу на мировом первенстве в Рио-де-Жанейро.
Благодаря череде удачных выступлений Першин удостоился права защищать честь страны на летних Олимпийских играх 2008 года в Пекине — дошёл в средней весовой категории до стадии полуфиналов, где потерпел поражение от грузина Ираклия Цирекидзе, ставшего в итоге олимпийским чемпионом. В борьбе за третье место проиграл представителю Швейцарии Сергею Ашвандену.
После пекинской Олимпиады Першин остался в основном составе национальной сборной России по дзюдо и продолжил принимать участие в крупнейших международных турнирах в этом виде спорта. Так, в 2009 году он выступил на чемпионате Европы в Тбилиси, но, тем не менее, попасть в число призёров здесь не смог. В сезоне 2010 года поднялся в полутяжёлую весовую категорию, завоевал несколько медалей на различных второстепенных турнирах и вскоре принял решение завершить карьеру профессионального спортсмена.
За выдающиеся спортивные достижения удостоен почётного звания «Заслуженный мастер спорта России». С 2012 по 2015 годы занимал должность директора Центра олимпийской подготовки по дзюдо Челябинской области. Женат, есть двое сыновей. В настоящее время является одним из тренеров сборной команды Челябинской области.